# Тернопільський обласний методичний центр народної творчості
Тернопільський обласний методичний центр народної творчості — методико-організаційна установа Тернопільської обласної ради.

## Історія
Утворений 1940 року як обласний Будинок народної творчості. Після німецько-радянської війни відновив роботу в січні 1945 року.
У 1979—1992 — обласний науково-методичний центр народної творчості і культурно-освітньої роботи, 2003—2017 — обласний комунальний методичний центр народної творчості, від 2017 — нинішня назва.

## Розташування
До середини 1950-х років розташовувався у м. Чорткові.

## Діяльність
У 1945 році в Тернопільській области діяли 123 хори, 99 драматичних, 9 хореографічних колективів; 1947 — 250 хорових, 430 драматичних, 110 хореографічних, 312 музичних, 5 акробатичних, 49 художніх бригад, 415 самостійних виконавців.
У 1949 році започатковано проведення обласних і районних свят пісні, наприкінці 1960-х — марш-парадів духових оркестрів, оглядів-конкурсів музичних колективів, аматорських фільмів, виконавців бальних танців.
Центр навчав працівників культури, керівників клубних закладів і аматорських колективів.
У 1986 році у м. Тернополі відбулося Республіканське свято народної творчості. Того ж року започатковано проведення обласного конкурсу робіт декоративно-прикладного мистецтва на здобуття премії ім. Олени Кульчицької; у 1987 році — обласний огляд-конкурс драматичних колективів та народних театрів на приз ім. Леся Курбаса «Тернопільські театральні вечори» та огляд-конкурс виконавців фольклору — традиційних обрядів та звичаїв — на здобуття премії ім. В. Гнатюка, огляд-конкурс танцювальних колективів «Тернопільська танцювальна осінь» (пізніше — «Тернопільська танцювальна весна»); у 1989 році — огляд-конкурс виконавців зимового фольклору; у 1995 році — обласний конкурс оркестрів та ансамблів естрадної й симфонічної музики.

## Керівники
- Володимир Сушко (до 2021)
- Володимир Вермінський (від 2021).